# Rhabdotalebra hambletoni
Rhabdotalebra hambletoni är en insektsart som beskrevs av Young 1957. Rhabdotalebra hambletoni ingår i släktet Rhabdotalebra och familjen dvärgstritar. Inga underarter finns listade i Catalogue of Life.